# Гимназија „Свети Сава” Београд
Гимназија „Свети Сава” једна је од средњих школа у Београду. Налази се у улици Ресавска 58 на општини Савски венац.

## Историјат

### Српска краљевска четврта гимназија
Гимназија је основана септембра 1910. године издвајањем из Четврте мушке гимназије као Српска краљевска четврта гимназија. Формирана је као непотпуна нижа гимназија са четири разреда и 279 ученика. Први директор је био Владимир Радојевић. Школске 1912—1913. године је прерасла у потпуну осморазредну гимназију са укупно 557 ученика.

### Државна четврта мушка гимназија
Године 1913—1914. је била смештена у адаптираној згради на углу Тиршове и Светозара Марковића. За време аустроугарске окупације 1915—1918. није радила, а после ослобођења је добила назив Државна четврта мушка гимназија. Кроз њу је између два светска рата прошло више од двадесет хиљада ученика. Радила је и за време немачке окупације током Другог светског рата. Четврта мушка гимназија је била по оснивању смештена у згради Савамалске основне школе где су биле само учионице, док су учила и књиге позајмљивани од других гимназија. Министарство просвете је 1911. године ступило у преговоре са Друштвом за потпомагање и васпитање сирочади, које се између два светска рата звало Друштво за заштиту и васпитање југословенске деце, и 1. маја 1914. су се након адаптације уселили у зграду Друштва у којој су остали до 1941. када је немачка војска реквирирала зграду, а школа је усељена у зграду Француско–српске основне школе.

### Четврта мушка гимназија
Септембра 1945. године, одлуком Министарства просвете, све постојеће београдске гимназије су формално укинуте па поново формиране као реонске гимназије када је радила под називом Мушка гимназија Трећег реона. Следеће године је поново радила под старим називом Четврта мушка гимназија. Године 1945. им је додељена зграда бивше Немачке школе у Ресавској 58, где се и данас налазе.

### Шеста београдска гимназија
Када су 1953. године све београдске школе биле под надлежношћу Секретаријата за просвету и културу Народног одбора града Београда опет су све гимназије формално укинуте, а онда изнова формиране. Називе су добиле према редоследу поновног формирања па су 20. октобра 1953. радили под називом Шеста београдска гимназија и тада је постала мешовита.

### Трећа београдска гимназија
Када је укинута Трећа мушка гимназија добили су тај назив 28. јула 1956. и тада међу првима у Београду постаје четвороразредна. Исте године је основано одељење за престареле ученике. На седници 9. априла 1970. Савет гимназије је донео одлуку да промене име школе у Трећа гимназија „Владимир Илич Лењин”, а за Дан школе је узет 22. април, дан Лењиновог рођења.

### Природно–математичка школа „Владимир Иљич Лењин”
Године 1980. су се заједно са Четвртом гимназијом „Први мај” са Дедиња удружили у Образовно–васпитну радну организацију привредно–техничких делатности „Савски венац” и тада им је из имена нестала реч гимназија, названи су ООУР природно–техничке струке „Владимир Иљич Лењин”. Године 1982. су били пред укидањем јер је републичка просветна инспекција закључила да не постоје услови за упис ученика у први разред па нису регистровани, а убрзо је решен тај проблем. Према Закону о усмереном образовању из 1985. су остали без техничких предмета и у складу са образовним профилом су добили назив Природно–математичка школа „Владимир Иљич Лењин”.

### Гимназија „Свети Сава”
Са почетком распада земље су од 21. маја 1991. накратко радили под називом Трећа београдска гимназија, а 25. марта 1992. су добили данашњи назив Гимназија „Свети Сава” и од тада се 27. јануар обележава као школска слава и дан школе. Међу истакнутим наставницима школе су Лука Лазаревић, Сима Пандуровић, Јосиф Цвијовић, Милоје Милојевић, Љуба Ивановић, Сима Марковић, Стеван Јаковљевић, Милош Црњански, Момчило Настасијевић, Душан Матић, Никола Трајковић, Владимир Вујић, Радосав Меденица, Васо Чубриловић, Ђоко Слијепчевић, Радован Казимировић, Коста Хакман, Петар Шобајић, Анте Цетинео, Петар Булат, Живан Вулић и Јаков Салечић.
Међу истакнутим ученицима школе су Предраг Милојевић, Милутин Ивковић, Радивоје Љубинковић, Десимир Благојевић, Ђорђе Јовановић, Чедомир Миндеровић, Оскар Давичо, Никола Шоп, Гојко Стојчевић, Вељко Влаховић, Милан Срдоч, Северин Бијелић, Војислав Нановић, Бруно Храстински, Ђорђе Кадијевић, Леонид Шејка, Дејан Ћорковић, Александар Обреновић, Гојко Зец, Радомир Смиљанић, Бранислав Вукашиновић, Павле Вујисић, Александар Бакочевић, Момо Капор, Богдан Тирнанић, Љубомир Муци Драшкић, Бојан Бем, Ден Тана, Миладин Животић, Филип Давид, Светислав Божић, Ирина Суботић, Душан Вукотић, Мирко Магарашевић, Милан Јелић, Миша Блам и други.
Данас садрже образовне профиле Природно–математички, Друштвено–језички и Рачунарски смер, редовну и припремну наставу, секције, стручна већа, ученички парламент, читаоницу и библиотеку са фондом од 9984 књига. Организују трибине и књижевне вечери.